# Tjøtta (île)
Tjøtta est une île de la commune de Alstahaug, en mer de Norvège dans le comté de Nordland en Norvège.

## Description

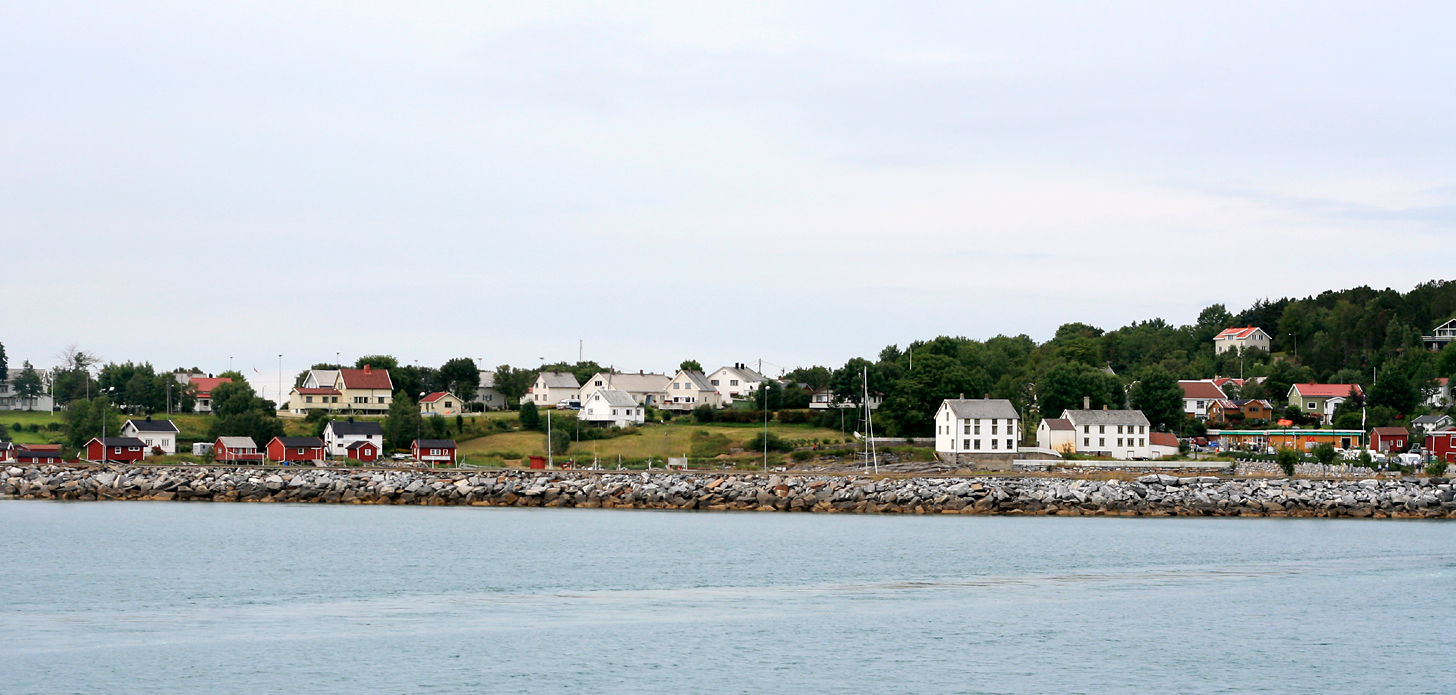
Tjøtta

L'île de 11,3 km2 se situe à l'embouchure du Vefsnfjord, juste au sud de l'île d'Alsten. L'île en forme de U est relativement plate et le point culminant est le Kalvberghaugen de 77 mètres de haut, juste à l'est du village de Tjøtta. L'île compte deux villages principaux : Tjøtta et Svinnes. La route nationale norvégienne 17 traverse l'île et la relie aux îles voisines d'Offersøya et d'Alsten par deux chaussées.

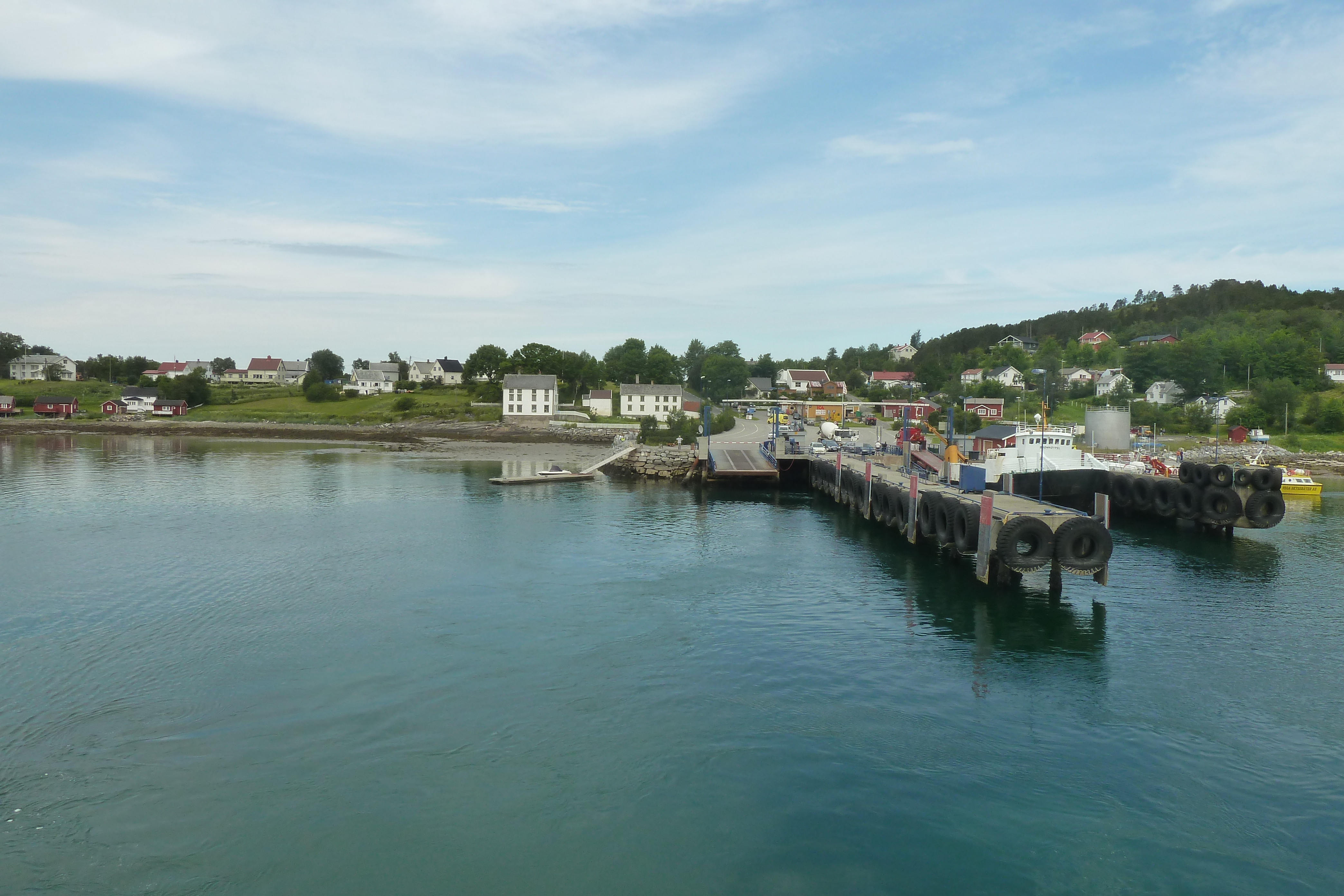
Quai-ferry à Tjotta

Tjøtta possède une liaison par ferry vers Forvik dans la municipalité de Vevelstad et plusieurs arrêts plus petits (Mindlandet, Tro, Stokkasjøen et Vågsodden). L'église de Tjøtta est une église en pierre (construite en 1851) qui a été construite après l'incendie de l'ancienne église en bois. Le musée Tjøtta Grendesamling avec environ 1 000 objets collectés est hébergé dans la "vieille école".
Tjøtta possède l'une des plus grandes et des plus anciennes fermes de l'âge du fer du nord de la Norvège, et pratiquement aucun endroit de la région ne possède autant de vestiges historiques conservés dans une zone limitée. Le chef Harek de Tjøtta était d'ici. Il était connu dans les histoires de Snorri Sturluson en tant que gouverneur de Hålogaland.

### Tumulus Gullhaugen
Gullhaugen est situé sur Tjøtta. Le nom vient du mot vieux norrois haugr signifiant colline ou monticule. Gullhaugen est le site d'un grand tumulus funéraire composé de plus de 30 tumulus, 5 grands tumulus ronds, plusieurs tumulus allongés, 2 grands cairns funéraires, plusieurs anneaux de pierre  et un grand nombre de petits tumulus ronds. Le plus grand monticule mesure environ 25 mètres de diamètre et environ 2 à 3 mètres de hauteur. Tous les monticules de cette partie du cimetière remontent à l'âge du fer.

### Cimetières de guerre
Il existe deux cimetières de guerre: 
- le Tjøtta Russian War Cemetery (en) de 1953,
- le Tjøtta International War Cemetery (en) de 1970 avec les restes des victimes du MS Rigel (en) coulé en 1944.

## Galerie

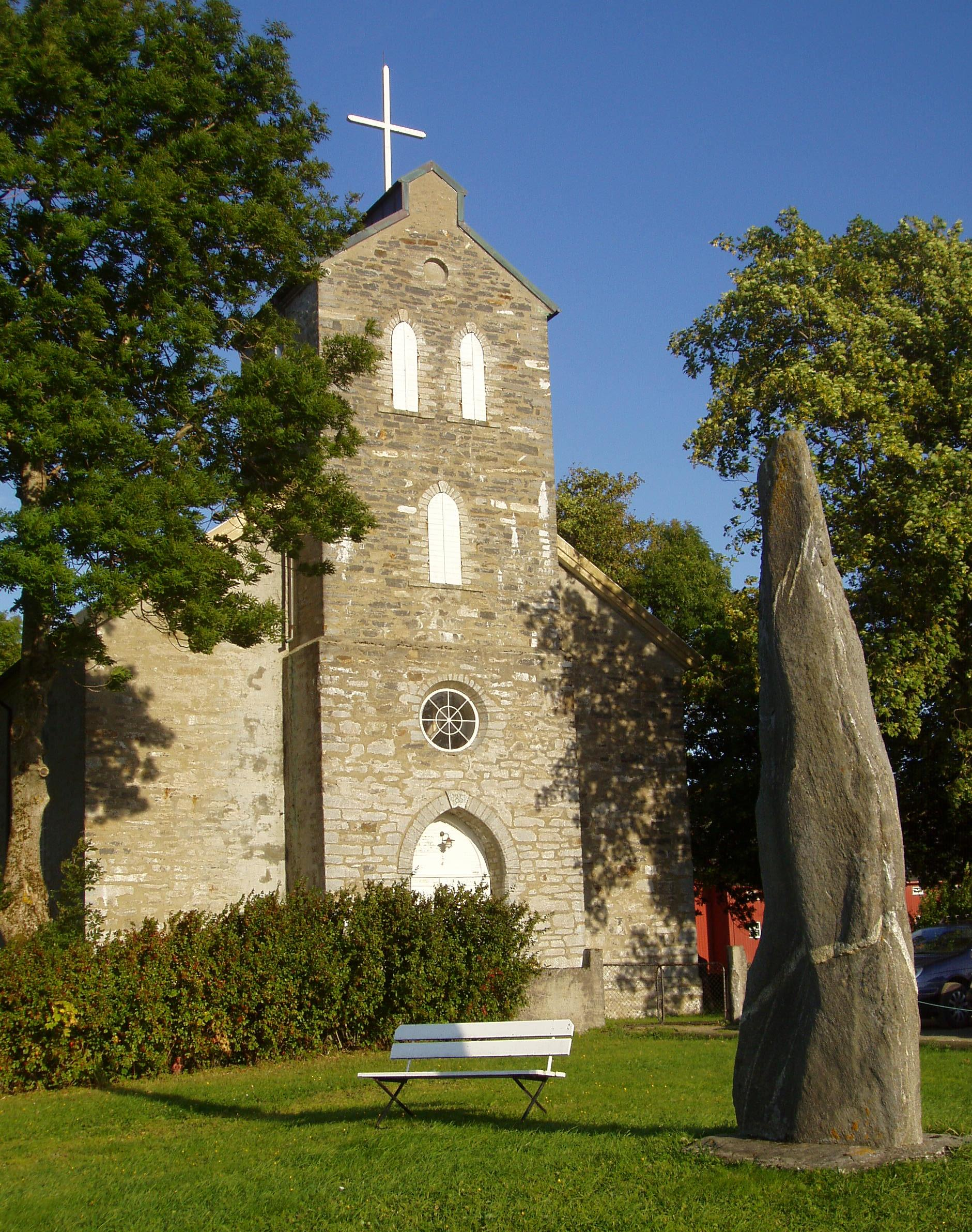
Église de Tjotta
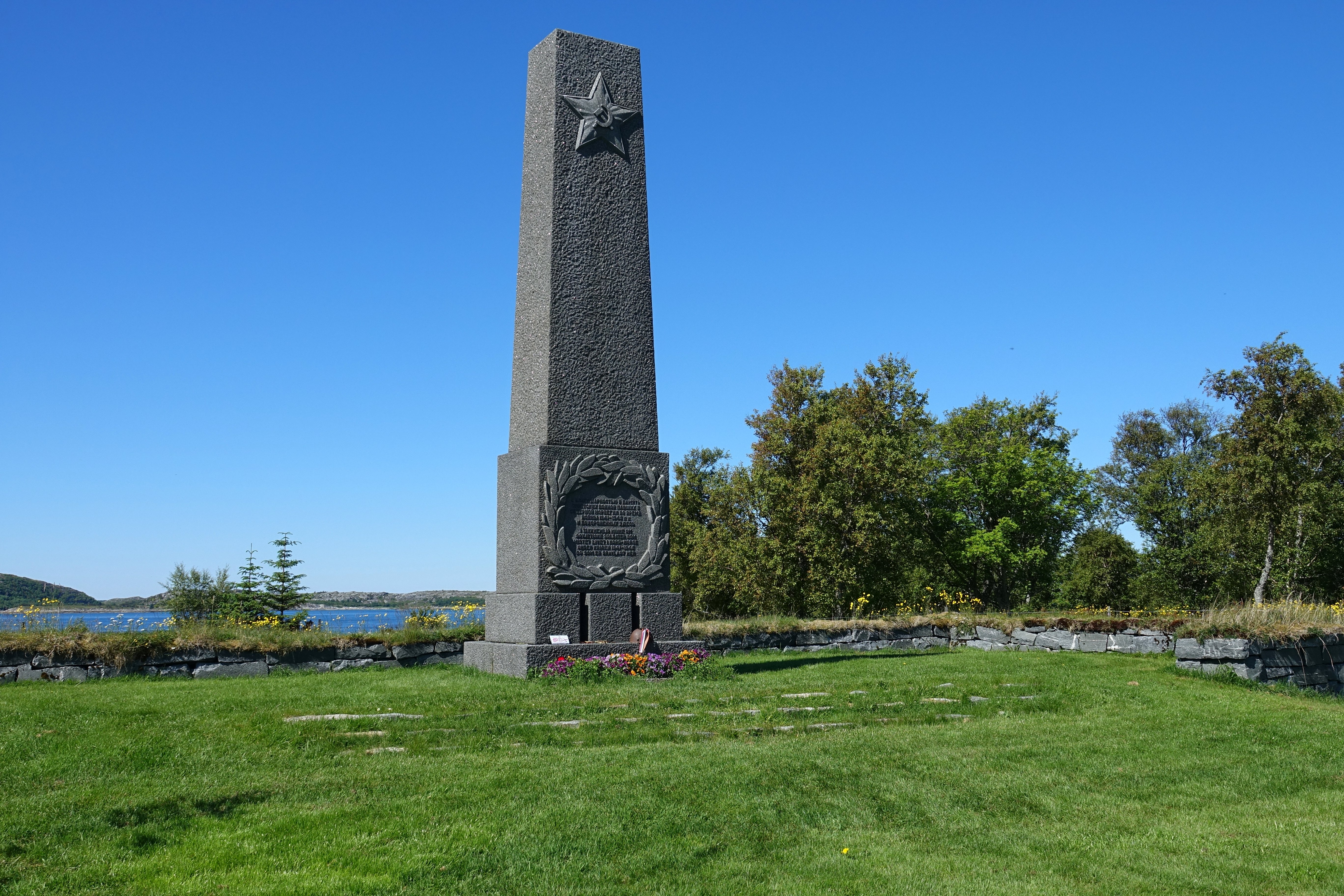
Cimetière mémorial russe
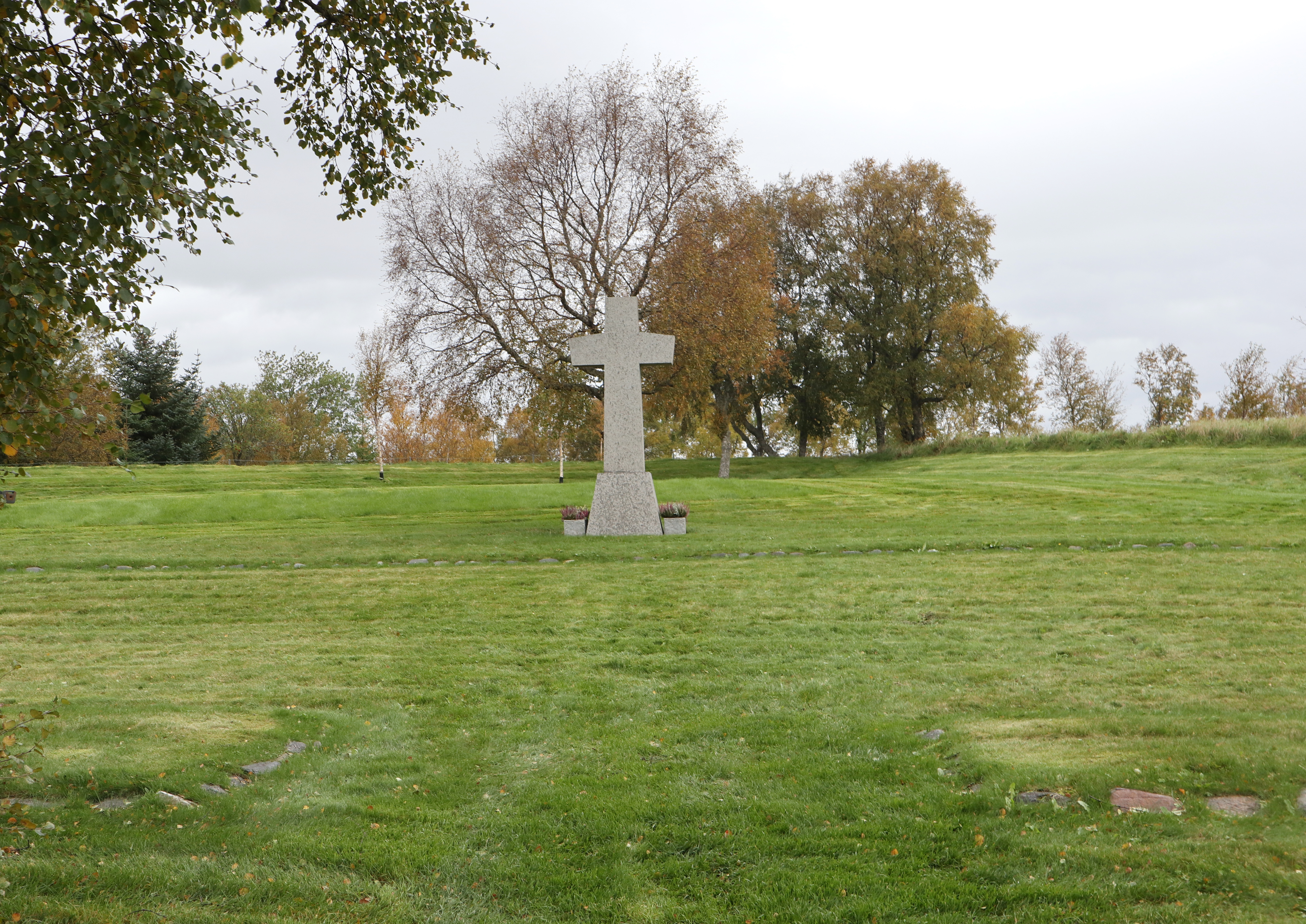
Cimetière international